# Chahār Gūsh
Chahār Gūsh (persiska: چَراه گوش, چهار گوش) är en ort i Iran.   Den ligger i provinsen Lorestan, i den västra delen av landet, 400 km sydväst om huvudstaden Teheran. Chahār Gūsh ligger 1 043 meter över havet och antalet invånare är 146.
Terrängen runt Chahār Gūsh är varierad. Chahār Gūsh ligger nere i en dal.Runt Chahār Gūsh är det ganska tätbefolkat, med 72 invånare per kvadratkilometer. Närmaste större samhälle är Vasīān, 7,2 km väster om Chahār Gūsh. Omgivningarna runt Chahār Gūsh är i huvudsak ett öppet busklandskap.